# Памятный знак в честь добычи 150 миллионов тонн руды
1887–1979

Монумент установлен

в честь трудящихся

РУ им. Коминтерна,

участвовавших в добыче

150 миллионов

тонн железной руды

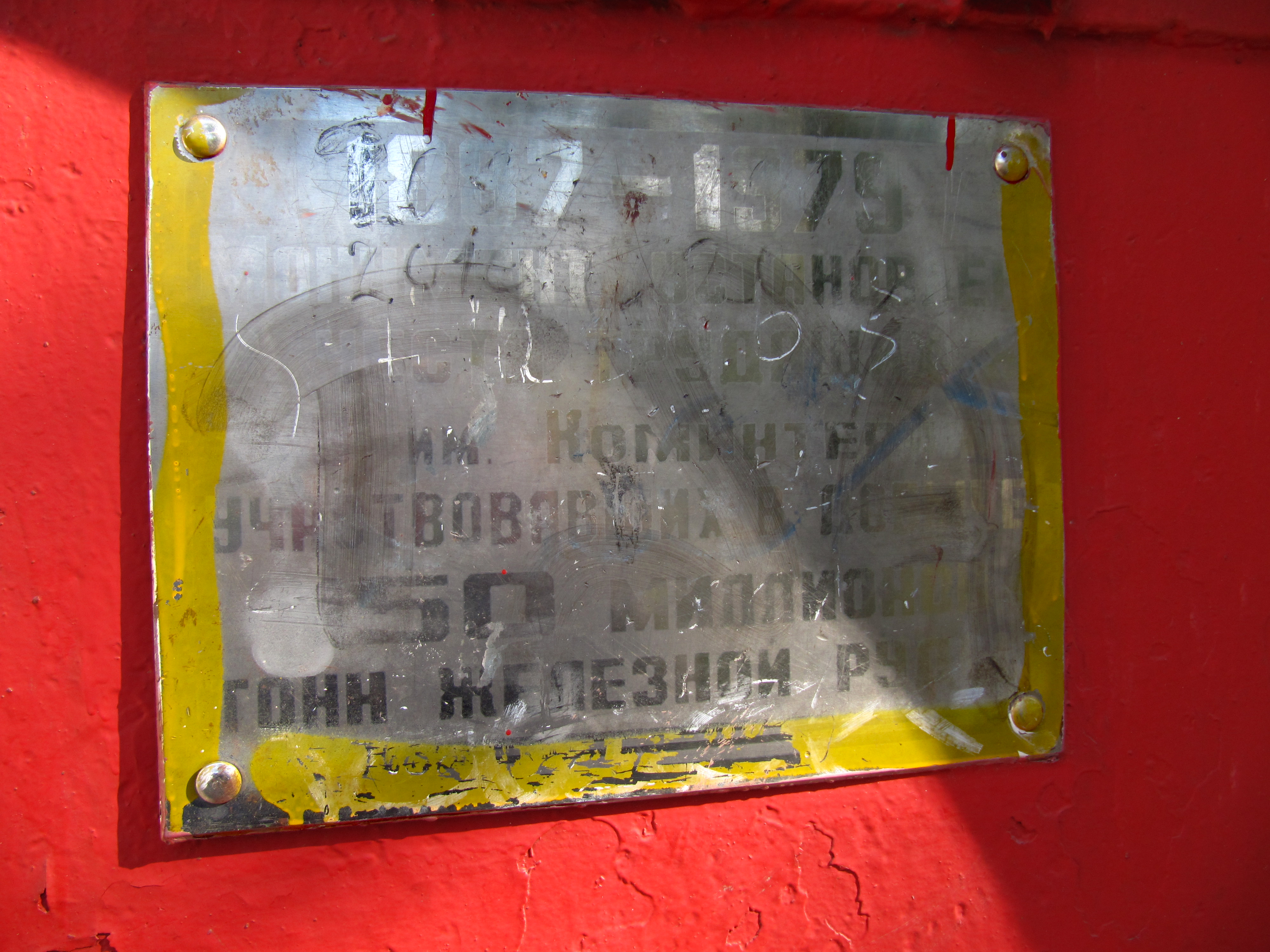
1887–1979
Монумент установлен
в честь трудящихся
РУ им. Коминтерна,
участвовавших в добыче
150 миллионов
тонн железной руды

Памятный знак в честь добычи 150 миллионов тонн руды — памятник истории в городе Кривой Рог Днепропетровской области.

## История
В 1979 году на рудоуправлении имени Коминтерна была добыта 150-миллионная тонна руды с начала существования предприятия, ведущего свою историю с 1886 года, когда Южно-Русское Днепровское общество взяло в аренду 1000 десятин земли у помещицы М. В. Ростковской для организации добычи железной руды.
В 22 июня 1979 года в честь этого события построен памятный знак. Художник Иван Павлович Марченко.
3 февраля 1981 года, решением № 49 Днепропетровского облисполкома, памятник взят на государственный учёт с охранным номером 2134.

## Характеристика
Расположен по Сичеславской улице, 12 в Покровском районе города Кривой Рог.
Центральный блок представляет собой треть передней части вагонетки с колёсной кареткой в установленном вертикально бетонном кольце диаметром 2,25 м, шириной 0,83 м, толщиной стенок 0,15 м. Ширина короба вагонетки 1,17 м, высота 0,8 м, общая высота вагонетки и платформы колеи 1,53 м. Все элементы центральной части изготовлены из железа. На борту вагонетки размещена металлическая табличка с отчеканенной надписью на русском языке.
К тыльной части цилиндра примыкают три прямоугольных 0,6×0,12 м бетонных пилона высотой 6 м, косо срезанные снаружи.
Конструкция установлена на бетонном ступенчатом стилобате размерами 2,05×1,75м.